# Scare Yourself Alive
Scare Yourself Alive er det tredje livealbum fra D-A-D. Det indeholder også en dvd med optagelser af en koncert fra Roskilde Festivalen i 2005 og en koncert fra KB Hallen i København i 2005. 

## Spor
| Nr. | Titel                    | Længde |
| --- | ------------------------ | ------ |
| 1.  | "Lawrence Of Suburbia"   |        |
| 2.  | "A Good Day"             |        |
| 3.  | "Isn't That Wild"        |        |
| 4.  | "Scare Yourself"         |        |
| 5.  | "Something Good"         |        |
| 6.  | "Makin' Fun Of Money"    |        |
| 7.  | "Jihad"                  |        |
| 8.  | "Ridin' With Sue"        |        |
| 9.  | "Everything Glows"       |        |
| 10. | "Sleeping My Day Away"   |        |
| 11. | "Bad Craziness"          |        |
| 12. | "Unexplained"            |        |
| 13. | "Camping In Scandinavia" |        |
| 14. | "Evil Twin"              |        |
| 15. | "Overmuch"               |        |
| 16. | "It's After Dark"        |        |